# Línea 103 (MetroBus Valencia)
La línea 103 de la red de autobuses metropolitanos de Valencia (MetroBus) unía Alcácer con Silla.

## Características
Esta línea une los municipios de Alcácer y Silla, en un trayecto de 15 minutos de duración. Tiene circuito neutralizado en Alcácer, por lo que todas las paradas pueden usarse en ambos sentidos.
Fue suprimida el 21 de febrero de 2025, siendo absorbida por la línea 187.
La línea mantiene los mismos horarios todo el año (exceptuando las vísperas de festivo y festivos de Navidad), tan sólo operando de lunes a sábados laborables. No presta servicio domingos y festivos.
Es operada por Autocares Herca.

## Horarios
| Lunes a viernes laborables |                 |                 |                 |                 |                 |                 |                 |                 |                 |                 |                 |                 |                 |                 |                 |                 |                 |                 |                 |                 |                 |                 |                 |                 |                 |                 |                 |                 |                 |                 |                 |                 |
| Alcácer > Silla            | Alcácer > Silla | Alcácer > Silla | Alcácer > Silla | Alcácer > Silla | Alcácer > Silla | Alcácer > Silla | Alcácer > Silla | Alcácer > Silla | Alcácer > Silla | Alcácer > Silla | Alcácer > Silla | Alcácer > Silla | Alcácer > Silla | Alcácer > Silla | Alcácer > Silla | Alcácer > Silla | Silla > Alcácer | Silla > Alcácer | Silla > Alcácer | Silla > Alcácer | Silla > Alcácer | Silla > Alcácer | Silla > Alcácer | Silla > Alcácer | Silla > Alcácer | Silla > Alcácer | Silla > Alcácer | Silla > Alcácer | Silla > Alcácer | Silla > Alcácer | Silla > Alcácer | Silla > Alcácer |
| 05                         | 06              | 07              | 08              | 09              | 10              | 11              | 12              | 13              | 14              | 15              | 16              | 17              | 18              | 19              | 20              | 21              | 06              | 07              | 08              | 09              | 10              | 11              | 12              | 13              | 14              | 15              | 16              | 17              | 18              | 19              | 20              | 21              |
| 48                         | 00 23 37 56     | 12 32           | 12 52           | 32              | 12 49           | 11 32 47        | 12 52           | 32              | 12 52           | 32              | 12 52           | 32              | 12 52           | 32              | 17              | 02              | 03 15 38 52     | 12 47           | 27              | 07 47           | 27 53           | 04 27 47        | 27              | 07 47           | 27              | 07 47           | 27              | 07 47           | 27              | 07 47           | 32              | 17              |
| Sábados laborables         |                 |                 |                 |                 |                 |                 |                 |                 |                 |                 |                 |                 |                 |                 |                 |                 |                 |                 |                 |                 |                 |                 |                 |                 |                 |                 |                 |                 |                 |                 |                 |                 |
| Alcácer > Silla            | Alcácer > Silla | Alcácer > Silla | Alcácer > Silla | Alcácer > Silla | Alcácer > Silla | Alcácer > Silla | Alcácer > Silla | Alcácer > Silla | Alcácer > Silla | Alcácer > Silla | Alcácer > Silla | Alcácer > Silla | Alcácer > Silla | Alcácer > Silla | Alcácer > Silla | Alcácer > Silla | Silla > Alcácer | Silla > Alcácer | Silla > Alcácer | Silla > Alcácer | Silla > Alcácer | Silla > Alcácer | Silla > Alcácer | Silla > Alcácer | Silla > Alcácer | Silla > Alcácer | Silla > Alcácer | Silla > Alcácer | Silla > Alcácer | Silla > Alcácer | Silla > Alcácer | Silla > Alcácer |
| 05                         | 06              | 07              | 08              | 09              | 10              | 11              | 12              | 13              | 14              | 15              | 16              | 17              | 18              | 19              | 20              | 21              | 06              | 07              | 08              | 09              | 10              | 11              | 12              | 13              | 14              | 15              | 16              | 17              | 18              | 19              | 20              | 21              |
|                            |                 |                 | 10              |                 |                 |                 |                 |                 | 00              |                 |                 |                 |                 |                 |                 |                 |                 |                 | 25              |                 |                 |                 |                 |                 | 15              |                 |                 |                 |                 |                 |                 |                 |

## Recorrido y paradas

### Sentido Silla
| Denominación               | Líneas de la parada | Municipio |
| -------------------------- | ------------------- | --------- |
| Colón 31                   | 103 181             | Alcácer   |
| Ricard Hernández frente 52 | 103                 | Alcácer   |
| Ricard Hernández 29        | 103                 | Alcácer   |
| Joaquin Sorolla 18         | 103                 | Alcácer   |
| Angelino Soler - El Saler  | 103                 | Alcácer   |
| Corts Valencianes 70       | 103                 | Alcácer   |
| Antic Regne de Valencia 8  | 103 181             | Alcácer   |
| Antic Regne de Valencia 12 | 103 181             | Alcácer   |
| Alboratxe 13               | 103 181             | Silla     |
| Alboratxe frente 2         | 103                 | Silla     |
| San Rafael frente 4        | 103                 | Silla     |
| Pl. del Mercat Nou 8       | 103                 | Silla     |

### Sentido Alcácer
| Denominación               | Líneas de la parada | Municipio |
| -------------------------- | ------------------- | --------- |
| Pl. del Mercat Nou 8       | 103                 | Silla     |
| San Rafael 4               | 103                 | Silla     |
| Alboratxe 2                | 103 181             | Silla     |
| Alboratxe 18               | 103 181             | Silla     |
| Antic Regne de Valencia 31 | 103 181             | Alcácer   |
| Antic Regne de València 15 | 103 181             | Alcácer   |
| Colón 31                   | 103 181             | Alcácer   |